# Eleonora Gaggero
Eleonora Gaggero (Genova, 20 novembre 2001) è un'attrice italiana.

## Biografia
Nata a Genova, inizia a danzare a tre anni, partecipando nel corpo di ballo del talent Stella danzante, trasmesso da Teleliguria.
Nel 2014 esordisce come attrice cinematografica, partecipando al film Fratelli unici e conseguendo una certa notorietà grazie alla serie televisiva Alex & Co. prodotta dalla Disney, nel ruolo di Nicole De Ponte, la fidanzata del protagonista, ruolo proseguito fino al 2017. La Gaggero incide anche alcuni brani per la colonna sonora. Sempre nel 2017 partecipa alla fiction televisiva di Rai 1 Scomparsa, interpretando il ruolo di Camilla. Fa inoltre parte del cast del film Come diventare grandi nonostante i genitori di Luca Lucini, incidendo anche in questo caso un brano per la colonna sonora, I Can See the Stars, che si aggiudica una candidatura come miglior canzone originale per i David di Donatello 2017.
Nella seconda metà degli anni 2010 si dedica alla stesura di diversi libri di genere young adult, tra cui una trilogia composta da Se è con te, per sempre, uscito nel 2017, Dimmi che ci credi anche tu, pubblicato nel 2018 e infine L’ultimo respiro, passato alle stampe nel 2019. I primi due libri vengono pubblicati, insieme a un capitolo inedito, anche nella raccolta Effy e James. La nostra storia: Se è con te, sempre. Dimmi che ci credi anche tu. Nel 2020 scrive il libro Sul più bello, sul quale è basato il film omonimo, al quale partecipa nel ruolo di Beatrice.
Nel 2019 e 2021 presta la voce al personaggio di Mercoledì Addams nei due film di animazione in CGI tratti dalla celebre famiglia creata da Charles Addams, La famiglia Addams (The Addams Family) e La famiglia Addams 2 (The Addams Family 2), ruolo, che nel doppiaggio originale, è interpretato da Chloë Grace Moretz.

## Filmografia

### Cinema
- Fratelli unici, regia di Alessio Maria Federici (2014)
- Come diventare grandi nonostante i genitori, regia di Luca Lucini (2016)
- Non c'è campo, regia di Federico Moccia (2017)
- Revenge Room, regia di Diego Botta - cortometraggio (2020)
- Sul più bello, regia di Alice Filippi (2020)
- Dreams, regia di Elena Rotari (2024)
- Fuori la verità, regia di Davide Minnella (2025)

### Televisione
- Alex & Co. – serie TV, 55 episodi (2015-2017)
- Radio Alex – serie TV (2016)
- Scomparsa – serie TV, 12 episodi (2017)
- Paradise - La finestra sullo showbiz – serie TV (2022)
- Those About to Die - serie TV, 10 episodi (2024)

## Doppiatrice
- La famiglia Addams (The Addams Family), regia di Greg Tiernan e Conrad Vernon (2019) - Mercoledì Addams
- La famiglia Addams 2 (The Addams Family 2) , regia di Greg Tiernan, Laura Brousseau e Kevin Pavlovic (2021) - Mercoledì Addams

## Libri
- Se è con te, sempre, Milano, Fratelli Fabbri Editori, 2017, ISBN 88-91530-52-2.
- Dimmi che ci credi anche tu, Milano, Fratelli Fabbri Editori, 2018, ISBN 88-91580-28-7.
- L'ultimo respiro, Milano, Fratelli Fabbri Editori, 2019, ISBN 97-88-89158-199-0.
- Effy e James. La nostra storia: Se è con te, sempre. Dimmi che ci credi anche tu, Milano, Fratelli Fabbri Editori, 2019, ISBN 97-88-89158-327-7.
- Sul più bello, Milano, Fratelli Fabbri Editori, 2020, ISBN 88-91583-67-7.
- Red Tears, illustrazioni di Alessandro Pugiotto, Milano, Fratelli Fabbri Editori, 2022, ISBN 88-91587-23-0.

## Discografia

### Partecipazioni
- 2016 – AA.VV. We Are One
- 2016 – AA.VV. Welcome to Your Show